# Damir Kahriman
Damir Kahriman (Servisch: Дамир Кахриман) (Belgrado, 19 november 1984) is een Servisch voormalig voetballer die speelde als doelman. Tussen 2001 en 2022 was hij actief voor Sloboda Sevojno, Javor Ivanjica, FK Zemun, FK Vojvodina, Konyaspor, FK Rad, opnieuw Javor Ivanjica, Tavrija Simferopol, Rode Ster Belgrado, Iraklis Saloniki, PAS Lamia, opnieuw FK Rad, Radnički Niš en opnieuw Javor Ivanjica. Kahriman debuteerde in 2008 in het Servisch voetbalelftal en kwam uiteindelijk tot acht interlandoptredens.

## Clubcarrière
Kahriman stond onder contract bij Tavrija Simferopol, maar op 12 mei 2014 liet hij die club achter zich toen hij vertrok vanwege de politieke onrust op de Krim. Hierop ging Kahriman naar Rode Ster Belgrado. Vier seizoenen na zijn komst liet de doelman de club achter zich. In januari 2019 vond Kahriman een nieuwe club in het Griekse Iraklis Saloniki. Na een halfjaar nam PAS Lamia Kahriman transfervrij over. Hierna speelde hij kort bij FK Rad, Radnički Niš en Javor Ivanjica. Medio 2022 besloot Kahriman op zevendertigjarige leeftijd een punt te zetten achter zijn actieve loopbaan.

## Interlandcarrière
Kahriman was lid van de selectie van Servië –21, toen dat team zich op ging maken voor het EK in 2007. In Nederland schopten de Serviërs het tot de finale, waarin de ploeg met 4-1 verloor van het gastland. Kahriman was gedurende het gehele toernooi de eerste doelman in de selectie die onder leiding stond van bondscoach Miroslav Đukić.
Zijn debuut in het Servisch voetbalelftal maakte Kahriman op 6 februari 2008, toen er met 1-1 gelijkgespeeld werd tegen Macedonië. Hij viel in dat duel op last van bondscoach Miroslav Đukić na de eerste helft in voor collega-debutant Radiša Ilić. Andere debutanten in die wedstrijden namens Servië waren Miralem Sulejmani en Pavle Ninkov. Na dit duel speelde hij nog een aantal vriendschappelijke wedstrijden voor zijn vaderland.
| Interlands van Damir Kahriman voor Servië | Interlands van Damir Kahriman voor Servië | Interlands van Damir Kahriman voor Servië | Interlands van Damir Kahriman voor Servië | Interlands van Damir Kahriman voor Servië | Interlands van Damir Kahriman voor Servië | Interlands van Damir Kahriman voor Servië |
| №                                         | Datum                                     | Wedstrijd                                 | Uitslag                                   | Competitie                                | Goals                                     |                                           |
| Als speler bij FK Vojvodina               | Als speler bij FK Vojvodina               | Als speler bij FK Vojvodina               | Als speler bij FK Vojvodina               | Als speler bij FK Vojvodina               | Als speler bij FK Vojvodina               | Als speler bij FK Vojvodina               |
| ----------------------------------------- | ----------------------------------------- | ----------------------------------------- | ----------------------------------------- | ----------------------------------------- | ----------------------------------------- | ----------------------------------------- |
| 1                                         | 6 februari 2008                           | Macedonië – Servië                        | 1 – 1                                     | Vriendschappelijk                         |                                           |                                           |
| Als speler bij Tavrija Simferopol         |                                           |                                           |                                           |                                           |                                           |                                           |
| 2                                         | 7 juni 2011                               | Australië – Servië                        | 0 – 0                                     | Vriendschappelijk                         |                                           |                                           |
| 3                                         | 14 november 2011                          | Honduras – Servië                         | 2 – 0                                     | Vriendschappelijk                         |                                           |                                           |
| 4                                         | 28 februari 2012                          | Armenië – Servië                          | 0 – 2                                     | Vriendschappelijk                         |                                           |                                           |
| 5                                         | 26 mei 2012                               | Spanje – Servië                           | 2 – 0                                     | Vriendschappelijk                         |                                           |                                           |
| 6                                         | 5 juni 2012                               | Zweden – Servië                           | 2 – 1                                     | Vriendschappelijk                         |                                           |                                           |
| 7                                         | 14 augustus 2013                          | Colombia – Servië                         | 1 – 0                                     | Vriendschappelijk                         |                                           |                                           |
| Als speler bij Rode Ster Belgrado         |                                           |                                           |                                           |                                           |                                           |                                           |
| 8                                         | 25 mei 2016                               | Servië – Cyprus                           | 2 – 1                                     | Vriendschappelijk                         |                                           |                                           |